# Zutphensches Erbrecht
Zutphensches Erbrecht ist ein Recht, das über den historischen Einflussbereich von Zutphen und den vier Bannerherrschaften hinaus angewandt wurde. Zutphensches Erbrecht galt auch bei Erblehen und beinhaltete die Möglichkeit der weiblichen Erbfolge (Kunkellehen), die im Dienstmanns- oder Burglehen als Mannlehen ausgeschlossen war. Zutphensches Recht wurde angewandt im Lehnsrecht der Grafschaften Geldern (mit den Herrschaften Zutphen und Arnheim) und Kleve, im Bereich der vier zutphenschen Bannerherrschaften, im Westmünsterland, Stevergau und im Hettergau um Rees, Wesel, Duisburg, Dinslaken, Kaiserswerth, Xanten, Kalkar und im Vest Recklinghausen. 
Bei einer Untersuchung von 150 Bauernhöfen in Haltern am See und Marl wurde im Herrschaftsbereich der freiadeligen Häuser Ostendorf und Hamm für die Zeit von 1628 bis 1800, und darüber hinaus, im Regelfall die Anwendung des zutphenschen Rechts im Erbfall bei leibeigenen Hofhörigen eingehalten. Nutznießerinnen der Regelung konnten auch voreheliche Töchter sein.